# Autosan Solina
Autosan H7 „Solina” – rodzina autobusów miejskich i podmiejskich (Autosan H7-20.07 „Solina City”, Autosan H7-20MB „Solina”, Autosan H7-10MB „Solina LE”), międzymiastowych (Autosan H7-10MB „Solina”) oraz specjalnych (Autosan H7-10DW) firmy Autosan S.A., produkowana od marca 2006 roku do końca 2011 roku. Model "Autosan H7-10MB „Solina”" zadebiutował na targach Transexpo jesienią 2005 roku. Rodzina H7 „Solina” zastąpiła rodzinę autobusów H7 Traper/Trafic, produkowaną do marca 2006 roku.

## Historia modelu

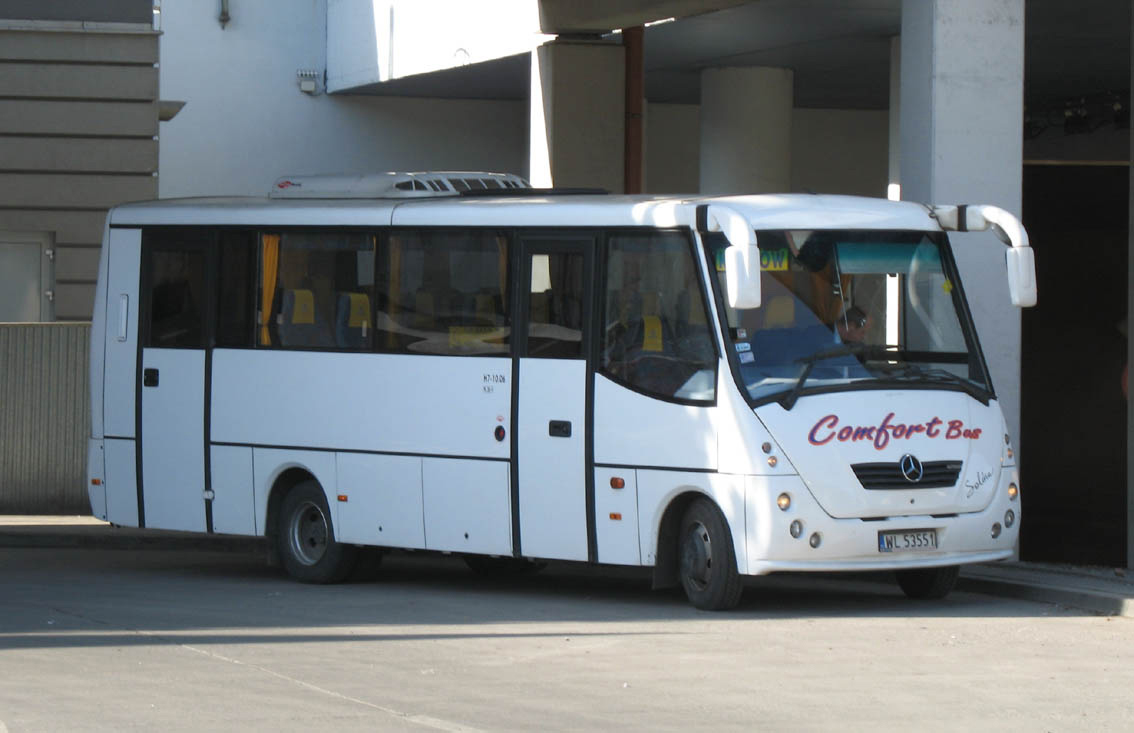
Autosan H7-10.06 Solina w Krakowie

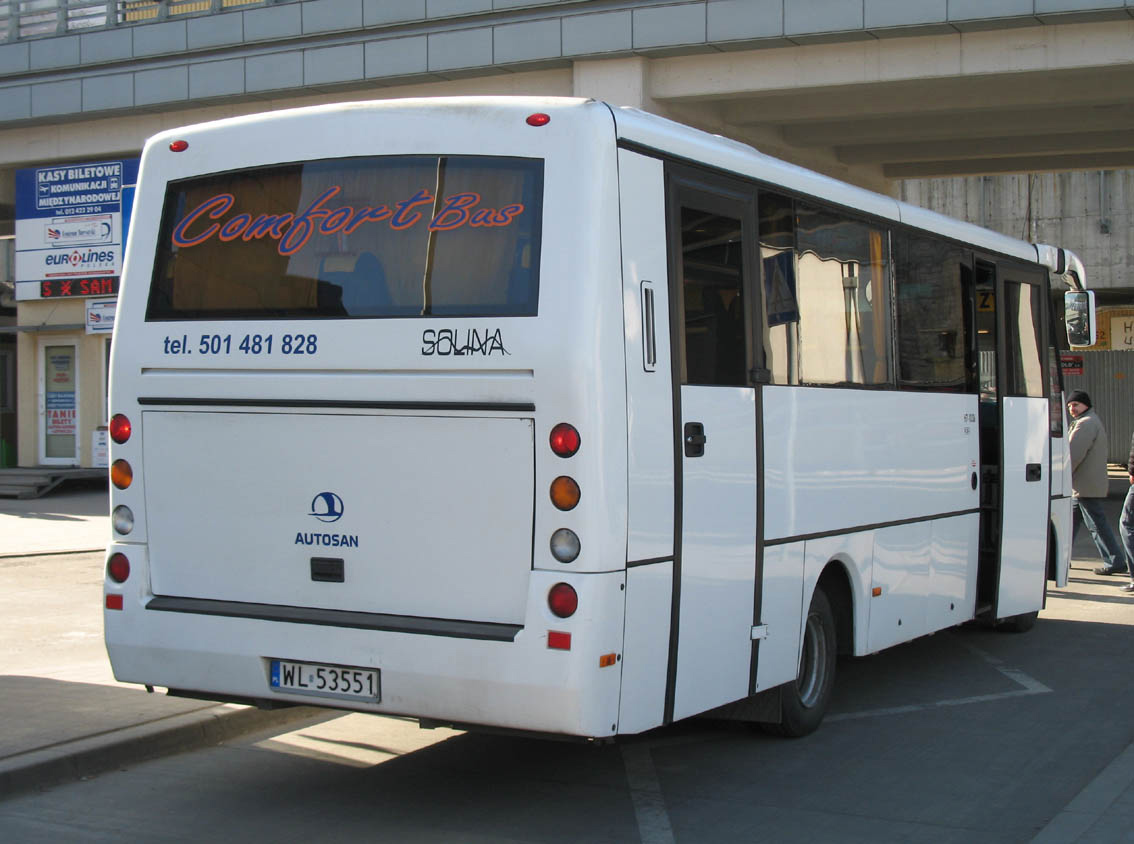
Autosan H7-10.06 Solina od tyłu

Autobusy rodziny H7 „Solina” budowane były na podwoziu Mercedes-Benz Vario O.815D, a od końca 2006 roku na podwoziu O.818D (podtyp modelu .07). Konstrukcja nadwozia wykonana jest z rur stalowych o przekroju kwadratowym i prostokątnym, łączonych za pomocą spawania. Poszycie zewnętrzne, wklejone do szkieletu, wykonano z materiałów odpornych na korozję – stali nierdzewnej i tworzyw sztucznych, a klapy boczne i skrzydła drzwi z aluminium. Oś przednia wyposażona jest w zawieszenie mechaniczne, natomiast tylna – pneumatyczne, a na obu osiach zamontowano hamulce tarczowe z systemem ABS. Standardowo montowano zwalniacz (retarder) oraz wyposażano Soliny w autokomputer pokładowy. Model "H7-20MB Solina LE/Solina City" posiada niskowejściowy pomost na tylnym zwisie. W 2007 roku wprowadzono możliwość zamówienia 5-biegowej automatycznej skrzyni biegów Allison LCT-1000, zarówno w odmianie miejskiej jak i międzymiastowej (standard na rynku szwedzkim). W 2009 roku do wyposażenia opcjonalnego odmiany międzymiastowej wprowadzone zostały tylne drzwi sterowane pneumatycznie.
W 2006 roku powstał prototyp autobusu szkolnego Autosan H7-10MB „Solina”. W 2007 roku na zamówienie Komendy Głównej Policji powstała seria 22 więźniarek Autosan H7-10DW, które służą do transportu aresztowanych. Produkcja sięgała kilkadziesiąt sztuk rocznie (w 2006 r. prawdopodobnie 58 szt.). Autobusy rodziny "Autosan Solina" poza granicami Polski eksploatowane są w Szwecji, Norwegii, Słowacji, Rumunii oraz na Węgrzech. W 2006 r. eksport wyniósł 10 szt., w 2007 r. – 18 szt., zaś w 2008 r. – co najmniej 6 sztuk.
W 2008 roku do produkcji wszedł Autosan Wetlina, który początkowo produkowany był równolegle z modelami rodziny H7 Solina. Zakończenie produkcji serii Solina miało nastąpić wraz z wprowadzeniem normy Euro 5, jednak ze względu na duże zainteresowanie klientów starszą serią modelową przez krótki okres na zamówienie były również produkowane niektóre wersje specjalne poprzedniej rodziny Autosan H7. Pod koniec 2010 roku z nazwy handlowej usunięte zostało kodowe oznaczenie "H7". Od tego momentu pojazdy te w zależności od wersji nosiły nazwy Autosan Solina lub Autosan Solina City. Ostatecznie produkcja seryjna autobusów serii Solina została zakończona pod koniec 2011 roku.

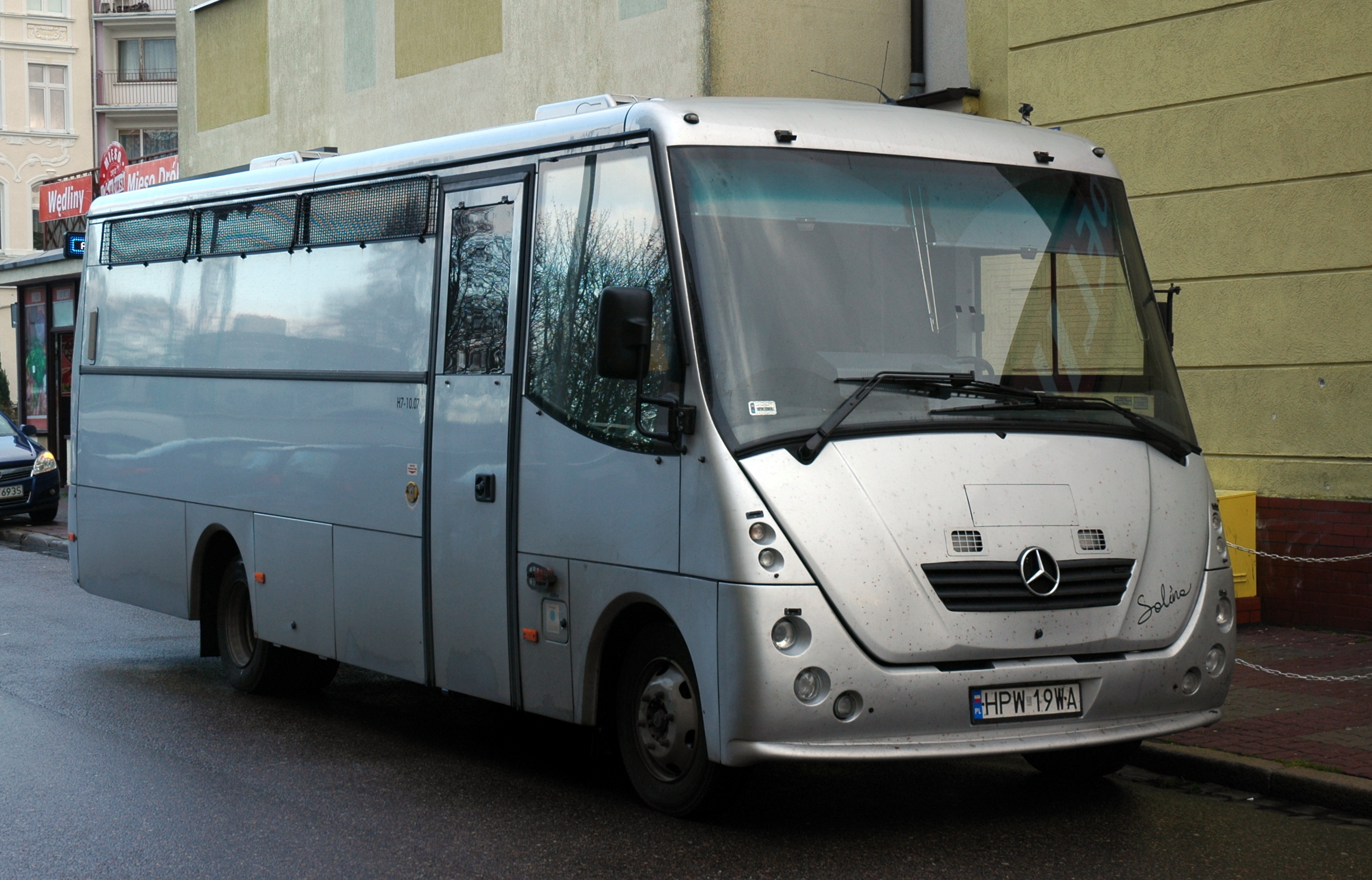
Więźniarka na bazie H7-10.07

Wersje rodziny H7 Solina:
- Autobusy międzymiastowe
  - Autosan H7-10.06 Solina
  - Autosan H7-10.07 Solina
- Autobusy miejskie
  - Autosan H7-20.06 Solina
  - Autosan H7-10.06 Solina LE
  - Autosan H7-20.07 Solina City
- Autobusy specjalne
  - Autosan H7-10DW Solina